# Atherstone
Atherstone est une ville du Warwickshire, en Angleterre.

## Géographie
Située à 38 km au nord-nord-est de Warwick, sur le Canal de Coventry, la ville est traversée par l'ancienne voie romaine de Watling Street (l'actuelle route A5).

## Histoire
Réputée au XIXe siècle pour ses quatre foires annuelles dont celle de septembre était consacrée aux fromages, la ville était célèbre pour sa manufacture de chapeaux.
La paroisse civile d'Atherstone est détachée de celle de Mancetter en 1866.

## Démographie
Au recensement de 2011, la paroisse civile d'Atherstone comptait 8 670 habitants.
| Année | Population |
| ----- | ---------- |
| 1881  | 4 645      |
| 1891  | 4 991      |
| 1901  | 5 248      |
| 1911  | 5 607      |
| 1921  | 5 957      |
| 1931  | 6 245      |
| 1951  | 5 825      |
| 1961  | 5 453      |
| 2011  | 8 670      |

## Personnalités liées à la ville
- Phoebe Sheavyn (1865-1968), universitaire et féministe, y est née.
- Theodore Irving Dalgliesh (1855-1941), artiste britannique, y est décédé.